# Centralny Ośrodek Oświaty i Postępu w Rolnictwie
Centralny Ośrodek Oświaty i Postępu w Rolnictwie – jednostka organizacyjna Ministra Rolnictwa i Gospodarki Żywnościowej powołana z zadaniem wdrażania i upowszechniania postępu w rolnictwie oraz doskonalenia kadr w rolnictwie i gospodarce żywnościowej.
Centralny Ośrodek Oświaty i Postępu w Rolnictwie funkcjonowała w latach 1985–1991. Siedzibą Centralnego Ośrodka był Brwinów. Pierwszym dyrektorem Centralnego Ośrodka był Ryszard Piluś.

## Powstanie Centralnego Ośrodka Oświaty i Postępu w Rolnictwie
W zarządzeniu z 1985 r. Ministra Rolnictwa i Gospodarki Żywnościowej stwierdzono, że w miejsce Centralnego Ośrodka Doskonalenia Kadr i Upowszechniania Postępu w Rolnictwie zostanie powołany Centralny Ośrodek Oświaty i Postępu w Rolnictwie. Zakres działania Centralnego Ośrodka, w stosunku do poprzednika, został poszerzony o problematykę oświaty rolniczej. W uzasadnieniu wskazywano, że ze względów organizacyjnych siedziba Centralnego Ośrodka powinna być zlokalizowana w miejscowości, która leży w centralnej części kraju. Dyrekcję Centralnego Ośrodka przeniesiono z Poznania do Brwinowa. Przekształconej instytucji nadano status jednostki badawczo-rozwojowej.

## Zadania
Zgodnie ze statutem do zakresu działań Centralnego Ośrodka należało:
- prowadzenie prac naukowo-badawczych w zakresie: funkcjonowania systemu oświaty rolniczej, systemów oświaty rolniczej i upowszechniania postępu w rolnictwie innych krajów;
- dokształcania i doskonalenia zawodowego kadr dla potrzeb rolnictwa i gospodarki żywnościowej, upowszechniania postępu w rolnictwie i w wiejskich gospodarstwach domowych;
- zastosowania informatyki w działalności oświatowej i upowszechnieniowej;
- opracowywanie analiz, syntez, ocen i ekspertyz dotyczących stanu i programów rozwoju oświaty i postępu w rolnictwie;
- udział we wdrażaniu i upowszechnianiu wyników badań naukowych oraz prac rozwojowych;
- inspirowanie, programowanie i koordynowanie działań w zakresie oświaty i upowszechniania postępu w rolnictwie;
- doskonalenie zawodowe kadr kierowniczych i ekonomicznych rolnictwa i gospodarki żywnościowej, nauczycieli przedmiotów zawodowych szkół rolniczych i pracowników oświaty rolniczej oraz kadr doradztwa rolniczego;
- opracowywanie i modernizacja planów i programów nauczania w szkołach rolniczych i przemyśle rolno-spożywczym oraz pozaszkolnej oświacie rolniczej;
- wdrażanie i upowszechnianie postępu w rolnictwie i wiejskim gospodarstwie domowym.

## Organ doradczy dyrektora Centralnego Ośrodka Oświaty i Postępu w Rolnictwie
W Centralnym Ośrodku Oświaty i Postępu w Rolnictwie funkcję opiniodawczą i doradczą spełniała Rada Naukowa. Rada składała się z 28 członków i była powoływana przez Ministra Rolnictwa i Gospodarki Żywnościowej na okres pięciu lat.
Zgodnie z ustawą z 1985 r. o jednostkach badawczo-rozwojowych do podstawowych zadań jednostki należało:
- prowadzenie badań naukowych i prac badawczo rozwojowych oraz przystosowanie ich wyników do wdrażania w praktyce;
- upowszechnianie wyników badań naukowych i prac rozwojowych;
- podejmowania działalności w zakresie doskonalenia metod prowadzenia badan naukowych i prac badawczo-rozwojowych;
- prowadzenie działalności uzupełniającej, a w szczególności w zakresie szkolenia, informacji naukowej, technicznej i ekonomicznej, wynalazczości oraz ochrony własności intelektualnej;
- opracowywanie analiz i ocen dotyczących stanu i rozwoju poszczególnych dziedziny nauki i techniki.

## Przekształcenie w Centrum Doradztwa i Edukacji w Rolnictwie
Zarządzenia Ministra Rolnictwa i Gospodarki Żywnościowej z 1991 r. dokonano przekształcenia Centralnego Ośrodka Oświaty i Postępu w Rolnictwie w Centrum Doradztwa i Edukacji w Rolnictwie.